# Objaw Joffroya
Objaw Joffroya, nazywany niekiedy Objawem Jeffreya  – objaw występujący w przypadku wytrzeszczu. Jest dodatni gdy czoło pacjenta, schylającego głowę i jednocześnie patrzącego ku górze, nie ulega zmarszczeniu. Objaw ten świadczy o co najmniej umiarkowanym wytrzeszczu. Nazwa pochodzi od nazwiska francuskiego medyka Alexisa Joffroya.